# 沖洲村
沖洲村（おきのすむら）は、徳島県名東郡にあった村である。
1926年4月1日、徳島市に編入された。現在は、若干範囲は異なるがほぼ、徳島市の沖洲地区となっている。

## 地理
徳島県東岸、吉野川デルタ最下流部に位置した。
現在の沖洲地区との相違点として、大字大岡浦（現 住吉・城東町、渭東地区）を含み、川内村大字金沢新田（現 金沢）を含まなかった。

### 地形
- 海
  - 紀淡海峡
- 河川
  - 吉野川
  - 新町川
  - 沖洲川
- 湖沼
  - 養魚池 - 現北沖洲にあった池。

### 隣接市町村
吉野川北岸（対岸）の川内村は、当時は南岸の金沢新田（現 金沢）・別宮浦（現 住吉4丁目）まで広がっており、沖洲村とは陸続きだった。
斎津村とは新町川を挟んで接していた。

### 大字
| 旧町村     | 沖洲村の大字 | 合併直後の大字 | 現在の町       |
| ---------- | ------------ | -------------- | -------------- |
| 沖洲浦村   | 沖洲浦       | 沖洲浦町       | 北沖洲・南沖洲 |
| 大岡浦村   | 大岡浦       | 大岡浦町       | 住吉・城東町   |
| 末広新田村 | 末広新田     | 末広町         | 末広・南末広町 |

## 年表
- 1889年10月01日 - 町村制施行に伴い、沖洲村が成立。
- 1926年04月01日 - 名東郡沖洲村が徳島市に編入し、徳島市沖洲浦町・大岡浦町・末広町となる。